# 国鉄3425形蒸気機関車
3425形は、かつて日本国有鉄道の前身である鉄道省等に在籍したタンク式蒸気機関車である。

## 概要
元は、筑波鉄道が汽車製造で、1923年（大正12年）に3両（製造番号640, 752, 753）を製造した、車軸配置2-6-2(1C1)の単式2気筒の飽和式サイドタンク機関車5 - 7で、そのうちの5が1939年（昭和14年）に胆振縦貫鉄道に譲渡され3となっていたものを、1944年（昭和19年）の戦時買収にともない、鉄道省籍としたものである。胆振縦貫鉄道では、伊達紋別側の建設用として使用されていた。国有化後は3425形(3425)に改番されたが、1947年（昭和22年）に廃車となった。
本形式は、汽車製造が1904年（明治37年）に台湾総督府鉄道向けに製造した50形の系譜に連なる機関車で、動軸間の軸距を不等間隔(1,575mm+1,372mm)とした、足尾鉄道2 - 7（後の鉄道院3070形）の側水槽と炭庫の容量を増大させた設計である。そのため、後部のオーバーハングが305mm(1ft)長くされ、側水槽の厚みも89mm(3 1/2in)厚くされている。弁装置もスチーブンソン式からワルシャート式に変わっている。

## 同形機
前述のように、筑波鉄道に導入された2両(6, 7)が同形である。このうち6は、1952年（昭和27年）に廃車となったが、7は予備車として1965年（昭和40年）頃まで在籍した。
また、国有化されたもののうちでは、3420形（北九州鉄道 5 - 8）・3455形（宇部鉄道 300）も準同形といえる。

## 主要諸元
- 全長 : 10,098mm
- 全高 : 3,658mm
- 全幅 : 2,654mm
- 軌間 : 1,067mm
- 車軸配置 : 2-6-2(1C1)
- 動輪直径 : 1,219mm
- 弁装置 : ワルシャート式
- シリンダー（直径×行程） : 381mm×559mm
- ボイラー圧力 : 12.7kg/cm2
- 火格子面積 : 1.49m2
- 全伝熱面積 : 74.9m2
  - 煙管蒸発伝熱面積 : 67.2m2
  - 火室蒸発伝熱面積 : 7.7m2
- 小煙管（直径×長サ×数） : 45mm×2,896mm×166本
- 機関車運転整備重量 : 42.68t
- 機関車空車重量 : 32.71t
- 機関車動輪上重量（運転整備時） : 30.48t
- 機関車動輪軸重（各軸均等） : 10.16t
- 水タンク容量 : 5.45m3
- 燃料積載量 : 2.38t
- 機関車性能
  - シリンダ引張力 : 7,190kg
- ブレーキ装置 : 手ブレーキ、真空ブレーキ